# Cornelius P. Comegys
Cornelius Parsons Comegys, född 15 januari 1780 i Kent County i Maryland, död 27 januari 1851 i Dover i Delaware, var en amerikansk politiker. Han var Delawares guvernör 1837–1841.
Comegys efterträdde 1837 Charles Polk som guvernör och efterträddes 1841 av William B. Cooper.